# 마그달레나물쥐
마그달레나물쥐(Nectomys magdalenae)는 비단털쥐과 남아메리카물쥐속에 속하는 반수생 설치류이다. 학명과 일반명이 유래된 마그달레나강 인근 지역을 포함하여 콜롬비아 북서부의 해수면부터 해발 2000m 사이에서 발견된다.